# Richard MacGillivray Dawkins
Richard MacGillivray Dawkins (ur. 24 października 1871, zm. 4 maja 1955) – brytyjski historyk i archeolog, bizantynolog. 
W latach 1906–1913 był dyrektorem British School w Atenach.  

## Wybrane publikacje
- Modern Greek in Asia Minor (1916)
- The sanctuary of Artemis Orthia at Sparta (1929)
- The Cypriot Chronicle of Makhairas (1932)
- The Monks of Athos (1936)
- Forty-five Stories from the Dodecanese (1950)
- Norman Douglas (1952)
- Modern Greek Folktales (1953)
- More Greek Folktales (1955)
- More stories from the Arabian Nights (1957)

## Przekłady w języku polskim
- Język grecki w okresie bizantyjskim [w:] Bizancjum: wstęp do cywilizacji wschodniorzymskiej, oprac. Norman H. Baynes, H. St. L. B. Moss, przeł. Edward Zwolski, Warszawa: "Pax" 1964.